# Blaise Kouassi
Blaise Kouassi (ur. 2 lutego 1975 w Abidżanie) – piłkarz z Wybrzeża Kości Słoniowej występujący na pozycji obrońcy, reprezentant swojego kraju, od 2007 roku zawodnik klubu francuskiej Ligue 2 Angers SCO.
Kouassi rozpoczynał karierę w ASEC Mimosas, z którym w 1998 wygrał Afrykańską Ligę Mistrzów. W 2000 roku wyjechał do Europy, gdzie występował w klubie Ligue 2 i Ligue 1 EA Guingamp. W 2005 roku został podstawowym zawodnikiem defensywy Troyes AC i grał tam do stycznia 2007. Następnie wyjechał do katarskiego Ar-Rajjan, a od sierpnia 2007 jest piłkarzem drugoligowego Angers SCO.

## Kariera reprezentacyjna
Kouassi zadebiutował w reprezentacji Wybrzeża Kości Słoniowej 27 lipca 1997 w meczu przeciwko Mali. Później występował w turniejach o Puchar Narodów Afryki (największym osiągnięciem było 2. miejsce w 2006 roku w Egipcie). W 2006 pojechał, już jako doświadczony zawodnik, na Mistrzostwa Świata do Niemiec, gdzie jego drużyna odpadła w fazie grupowej. Do tej pory rozegrał w drużynie narodowej 36 meczów, nie zdobył bramki.